# 周處除三害 (電影)
《周處除三害》是一部2023年台灣犯罪劇情片，香港導演黃精甫的首部台灣作品，由阮經天主演。2023年10月6日在台灣上映，2024年3月1日在中國大陸上映。電影引用「周處除三害」的古文典故，結合黑幫復仇、犯罪動作、暴力美学。

## 劇情

### 背景
晴朗的日子裡，角頭大哥「洪爺」的告別式上，黑道人馬齊聚一堂，警方在場外維持秩序。場內一名充場面的黑道小弟「金毛」和身旁自稱同一幫派的兄弟邊吃便當邊講述洪爺如何命喪瘋狂的「桂林仔」（阮經天飾）之手，以及另名大佬「鐵頭哥」已對這瘋子下達追殺令，卻不知大口吃著排骨便當的談話對象就是「桂林仔」本人。他向聊得開心的小弟表明自己全名叫陳桂林，並在眾目睽睽之下，旁若無人地槍殺到场的鐵頭哥。槍響之後，反應過來的刑警們衝向現場。刑警陳灰（李李仁飾）認出陳桂林后立即率眾紧追其后，但在搏鬥中被弄瞎右眼，筋疲力尽。體力過人的陳桂林笑着逃之夭夭。
4年後，陳桂林的奶奶病逝。他孝敬奶奶的錢幾乎原封不動，奶奶只買了支便宜卡通表。遺物由黑道醫生張貴卿（謝瓊煖飾）轉交，並告知他患有肺癌第4期，勸他投案。在「請示」關聖帝君后，陳桂林決定自首。豈知其赴警察局自首时，遇到了運鈔車翻車事件中違法私自撿拾鈔票的民眾蜂擁至警局「自首」還錢。該情況使得当班警員誤認為陳桂林也是其中一員而並未能認出他。在警局，陳发现自己在警方的通緝榜上僅位居第三，不如“香港仔”（袁富華飾）和「牛頭」林祿和（陳以文飾）。於是，陳桂林決心成為除三害的周处，以自己的方式留名。

### “香港仔”之死
陳桂林請「金毛」帶領張貴卿醫師之子玩耍。以對張醫師兒子的人身控制，從其處逼問出“香港仔”與牛頭的線索。“香港仔”隱身在台中的一家髮廊裡，陳桂林從街對面的旅館內觀察整夜。次日，桂林前往髮廊藉故請老闆程小美（王淨飾）幫他剃鬍子，但被剛好回店裡的“香港仔”接手。“香港仔”邊剃邊透露，已經注意到陳桂林監視了他整夜。他手持剃刀，劃傷了陳桂林的眉毛，就要下殺手，陳桂林也已暗中掏槍。小美由鏡中發覺陳桂林的行為，但未聲張。劍拔弩張之勢最終因交警恰巧進門商請“香港仔”移走違規停車而化解。
晚上，同樣由張醫生處取得線索的刑警監視著髮廊。“香港仔”在房內對小美性侵洩慾，陳桂林突然闖入屋中，放倒“香港仔”的暗哨並對其攻擊，“香港仔”不敵而逃離，陳桂林追殺，陳灰又在後追捕兩人。最終，陳桂林打倒並甩掉陳灰，在野外一屋棚裏槍殺了“香港仔”。他之後又返回髮廊救出小美並殺掉了“香港仔”兩個小弟。小美向陳桂林說明她與“香港仔”的關係，暗表心意。但陳桂林最終離開程小美，並希望她向警方說明，殺“香港仔”的是他陳桂林。

### 林禄和之死
之後，陳桂林依照線索前往牛頭母親所在的位於高雄的安養中心。但安養中心表示其母早已過世三年，火化費用還是由政府墊付。陳桂林依照遺物上的線索，來到了澎湖一間新興宗教團體「新心靈舍」。陳桂林在該處接受「新心靈舍」的吃食招待，並參與舍內「尊者」的講課傳道。陳桂林在集會期間突然口吐黑血並且昏迷。經簡單治療後，「尊者」邀請陳桂林留在他們的團體裡。這段時間，陳桂林向尊者說他想要找「牛頭」林祿和。「尊者」卻說林祿和已不在世上，並領著陳桂林去看林祿和的墳墓。過不久，自認來日無多的陳桂林決定加入「尊者」的宗教以了結罪孽。之後，「尊者」帶陳桂林去看醫生的報告，醫生說陳桂林的肺癌已經好轉。為了斬斷過去，陳桂林掩埋了自己帶來的槍支彈藥，将林祿和母親的骨灰交给尊者保管，並依照教派的規定，將自己的現金連同一切隨身物品親手送進焚化爐內焚燒。覺得自己戾氣盡除。
過不久，來了一對年輕母子參與聽課。男孩跟陳桂林一樣突然口吐黑血，在「尊者」即將「施救」前，陳桂林急將男孩送進教內醫務室。他在病房內偶然聽到教派師兄們論及對小孩用藥過重，又反過來指責他妨礙尊者行事，醫生又使用「陳桂林的X光片」對男孩的母親講解肺部問題。這些事情讓陳桂林深感疑惑。私下調查後，他發現了「尊者」的地下密室，其中偷偷藏放著原本已被教徒們丟進焚化爐的東西，只是值錢的物品盡數不翼而飛。尊者試圖用同樣的方法蠱惑該名擔心兒子「病情」的母親，讓她交出一切「焚燬」。
在小孩母親的入會儀式上，陳桂林帶著她已被「焚燬」的物品前往揭穿騙局，但「尊者」反稱陳桂林是魔障，拿刀給母親逼迫她殺掉陳桂林，不堪壓力的母親最終拿刀自殺，而陳桂林則被其他弟子捅了一刀後制伏，一生一死的兩人均被關進棺材內埋入地底。體力過人的陳桂林破棺而出，回頭挖掘「牛頭」林祿和的墳墓，最終發現真相：那只是個衣冠塚，而「尊者」就是「牛頭」林祿和本人。陳桂林又把自己的槍與彈挖出來，再度前往「新心靈舍」揭露并槍殺仍想蠱惑他的尊者林祿和。然而他在離開之際却听到教徒们的歌声，意识到教派並未隨尊者之死解散，反而持續運作，于是他折返回去要求在场人员要麼离开，要麼死。他隨後开始屠戮愍不畏死留在现场继续唱歌的教徒們，連同「尊者」已懷孕的情人及行騙同謀萧湘湘（曾珮瑜飾），共計41名信徒命喪其槍口。

### 陈桂林伏法
在搭船從澎湖返台之時，陳桂林挾持一名同船女子，以她的手機打電話給一直在追捕他的刑警陳灰。最後，他下船向陳灰笑著自首，在媒體的注目下被捕，並喊出自己的姓名。在監獄裡，張醫生透露，真正患有肺癌的是她自己。是為了彌補過去救助黑幫份子的罪孽，才勸誘陳桂林自首。陳桂林成為了除三害的周處，則是始料所未及。陳桂林反倒感謝她的欺騙。之後，程小美在陳灰的幫助下進入監獄替陳桂林剃鬍子並整理儀容，兩人落淚話別。在受槍決之前，陳桂林宣稱自己對不起社會，隨後平靜地伏法。

## 角色及演員

### 主要角色
| 演員   | 角色                | 角色介紹 | 人物原型 |
| ------ | ------------------- | --- | -------- |
| 阮經天 | 陳桂林 （“桂林仔”） | 影片男主角及最大反派，系全台第三號通緝犯，武艺高强，狂妄自负，身負眾多命案，拥有十分复杂的人性。自幼由奶奶撫養長大，曾經為了替中山區頂厝庄老大任因九討債直接拿手榴彈炸了黑道老大洪爺，並且在喪禮開槍打死另一位黑道幹部鐵頭哥。後因個人「覺悟」陸續殺害了同處通緝令前列的「香港仔」、「尊者」及其幫凶和信徒，最終自首伏法。代表豬，即癡。 | 劉煥榮   |
| 袁富華 | 許偉強 （“香港仔”） | 通緝排行榜第二名的通緝犯，心狠手黑，涉嫌走私槍械、擄人勒索等重大刑案，曾犯下多起槍擊案件，后隐居于台中并与程小美的母亲结婚，并让程母为其顶罪入狱，与程小美同居于当地一发廊，對小美既監護又將其作為洩慾的玩物，最終被陳桂林所殺。代表蛇，即嗔。                                                                                           | 陳新發   |
| 陳以文 | 林祿和 （“尊者”）   | 通緝排行榜第一名的通緝犯，有绰号“牛头”，曾犯下50多起槍擊案，殺害6位警察。后乔装打扮成邪教「新心靈舍」的领袖，自称“尊者”，在外岛设坛传教，对信徒实施精神控制、下药暗害及诈骗钱财等劣行。曾收陳桂林為徒，因陳意圖拆穿其把戲而將其殺害未遂，最終被陳桂林當眾槍殺。代表鴿，即貪。                                                            | 徐少龍   |
| 李李仁 | 陳灰                | 長年追捕陳桂林的刑警，因追擊陳桂林而右眼失明。 | 侯友宜   |
| 謝瓊煖 | 張貴卿              | 藥店員工，暗地裏是專為黑道份子診治的醫師，曾幫陳桂林擔任其與在安養院奶奶之間的聯絡人，也通過程小美為「香港仔」醫治送藥。身罹癌症，時日所剩無多，曾以病情誆騙陳桂林自首，间接引发“周处除三害”系列事件。 | 无       |
| 王淨   | 程小美              | “香港仔”沒有血緣關係的女兒，在母亲入狱后受其监护，也是“香港仔”逃亡期間對外聯絡的中間人和洩慾工具。 | 无       |
| 曾珮瑜 | 蕭湘湘              | 「尊者」林禄和的情人，是其邪教「新心靈舍」的主要同謀，常在信徒集會時領唱歌曲，並以曾罹患癌症後在「尊者」的幫助下痊癒的謊言誘使信徒皈依。其身懷了「尊者」的孩子，最終亦被陳桂林槍殺。 | 无       |

### 其它角色
刘子铨 饰 金毛

游安顺 饰 虚构林禄和

盛鑑 饰 宗翰哥

郑有杰 饰 赵医生

吴奕蓉 饰 单身母亲信徒

许莉廷 饰 船上被劫持少女

### 参与演出
沈威年、李明哲、赖建邦、洪菁敏、苏品谖、陈仕瑛、廖威迪、罗振佑

王又正、曾皓泽、周立行、贺月娥、赵永安、潘德伟、萧美云、卓孟佑

郭柿娘、陈雪燕、林验城、黄意珍、王宥彦、林宥均、刘阿蕉、黄柄骞

谢绣美、林宥圻、陈忠源、陈昱辰、刘耿存、詹美惠、谢忆菁、林宜伦

叶静勳、张燕玲、林君柔、曾向镇、许德城、张启乐、陈世彧、林千誉

黄瀚德、苏耀庭、黄迪扬、刘子朋、罗能华、郑永岳、刘昕昊、林瑞华 

刘禾育、郭睿腾、李年雄、钟振盛、黄绍毓、陈秉佑、练家豪、黄惠卿 

### 配音演出
苏昱翰、石欢、廖素芳、洪启铭、陈立强、林恒正、林姿惠、周岳霖、林佳承、谢一帆、谢梓建

## 放映與發行

### 全球
在公開上映前，原始的電影長度達到三個多小時，因此有多處遭到刪減。例如陳桂林與陳灰兩人的關係，原本在「香港仔」被殺後，刑警陳灰差點就要抓到陳桂林，兩人在一陣扭打之後卻反而聊了起來，陳桂林表示他想完成「除三害」的事，等完成後一定會出面投案，陳灰聽後便將他放走，為最後的劇情發展留下伏筆，但此處刪減後，會使觀眾對於電影一開始還打得難分難解的兩人，不知後來是如何發展出友誼的。此外，陳桂林與程小美，以及陳灰與程小美的戲份也遭到刪減。
2024年2月3日，Netflix拿下本片在串流平臺上的播放權，並宣布本片將於同年3月1日全球獨家上架。

### 中國大陸
中國大陸上映版本在劇情畫面做了部分處理，例如最后「新心靈舍」那场处决，不少镜头替换成了陈桂林的特写和尊者的画像，以避開血腥畫面。其他包括删减了几个程小美的镜头、模糊化中華民國國旗、省略了陈桂林是民國75年（1986年）出生。
2024年2月24日至25日，電影在北京、上海、深圳、廣州、成都、武漢、重慶、杭州、西安及長沙上映。3月1日，於中國大陆全境上映；雖然涉及邪教等在中國大陆電影審查制度中屬於敏感題材的內容，電影還是罕有地在中國大陆順利上映，並被冠上「大尺度」、「暴力血腥」等標籤。
2024年3月10日，電影在中國大陆上映第10天，累計票房已達人民幣3.7億元（約新台幣16億元）
2024年3月31日，電影成為大陸票房三月總冠軍，達成23天票房日冠，觀影人次累計1630萬。整體票房最終达到人民幣6.65億元。
| 上一届： 《第二十条》 | 2024年中國內地一周票房冠軍 第10-11週 | 下一届： 《功夫熊猫4》 |

## 獎項
| 年份 | 頒獎典禮              | 獎項             | 入圍者                               | 結果 | 参考来源 |
| ---- | --------------------- | ---------------- | ------------------------------------ | ---- | -------- |
| 2023 | 第60屆金馬獎          | 最佳導演         | 黃精甫                               | 提名 | [ 14 ]   |
| 2023 | 第60屆金馬獎          | 最佳剪輯         | 黃精甫                               | 提名 | [ 14 ]   |
| 2023 | 第60屆金馬獎          | 最佳男主角       | 阮經天                               | 提名 | [ 14 ]   |
| 2023 | 第60屆金馬獎          | 最佳音效         | 簡豐書、陳家俐、楊家慎、湯湘竹       | 提名 | [ 14 ]   |
| 2023 | 第60屆金馬獎          | 最佳視覺效果     | 郭憲聰、陳姵均、 王建程              | 提名 | [ 14 ]   |
| 2023 | 第60屆金馬獎          | 最佳動作設計     | 洪昰顥                               | 獲獎 | [ 14 ]   |
| 2023 | 第60屆金馬獎          | 最佳原創電影音樂 | 盧律銘、林孝親、林思妤、保卜・巴督路 | 提名 | [ 14 ]   |
| 2024 | 第42屆香港電影金像獎  | 最佳亞洲華語電影 | 《周處除三害》                       | 獲獎 | [ 15 ]   |
| 2024 | 第5屆台灣影評人協會獎 | 最佳影片         | 《周處除三害》                       | 提名 | [ 16 ]   |
| 2024 | 第5屆台灣影評人協會獎 | 最佳劇本         | 黃精甫                               | 提名 | [ 16 ]   |
| 2024 | 第5屆台灣影評人協會獎 | 最佳男演員       | 阮經天                               | 獲獎 | [ 16 ]   |
| 2024 | 第26屆台北電影獎      | 最佳劇情長片     | 《周處除三害》                       | 提名 |          |
| 2024 | 第26屆台北電影獎      | 最佳導演         | 黃精甫                               | 提名 |          |
| 2024 | 第26屆台北電影獎      | 最佳編劇         | 黃精甫                               | 提名 |          |
| 2024 | 第26屆台北電影獎      | 最佳男主角       | 阮經天                               | 獲獎 |          |
| 2024 | 第26屆台北電影獎      | 最佳男配角       | 李李仁                               | 獲獎 |          |
| 2024 | 第26屆台北電影獎      | 最佳女配角       | 曾珮瑜                               | 提名 |          |
| 2024 | 第26屆台北電影獎      | 最佳攝影         | 王金城                               | 提名 |          |
| 2024 | 第26屆台北電影獎      | 最佳配樂         | 盧律銘、林孝親、林思妤、保卜·巴督路  | 提名 |          |
| 2024 | 第26屆台北電影獎      | 最佳美術設計     | 梁碩麟                               | 提名 |          |
| 2024 | 第26屆台北電影獎      | 最佳造型設計     | 許力文                               | 提名 |          |
| 2024 | 第26屆台北電影獎      | 最佳聲音設計     | 簡豐書、陳家俐、楊家慎、湯湘竹       | 提名 |          |
| 2024 | 第26屆台北電影獎      | 最佳視覺效果     | 郭憲聰、陳姵均、王建程               | 提名 |          |
| 2024 | 第26屆台北電影獎      | 傑出技術         | 動作設計：洪昰顥                     | 提名 |          |
| 2024 | 第26屆台北電影獎      | 最佳預告片獎     | 林雍益                               | 提名 |          |

## 評價與影響
《北京青年报》认为，《周处除三害》通过塑造“阴郁颓废的氛围”、“粗糙而邪魅的莽汉形象”、“极致荒诞的故事走向”等元素胜过了通常的主流叙事电影；同时也认为故事为了追求快感而牺牲了部分现实逻辑。
該片被中國大陆網友製成網路迷因。而中共南寧市政法委的微信公眾號「南寧反邪」也引用了電影情節向民眾宣導反邪教。
2024年3月13日，國台辦發言人陳斌華就該電影12日票房超過4億元人民幣評價稱，“這說明兩岸同胞同文同種，特別容易共情共鳴”，大陸一貫鼓勵臺灣相關業者來大陸發展。
北京影評人弦子則告訴BBC中文，這部影片在中國大陸熱賣，她認為在其他市場，或許只是B級片的普通水準，但在暴力、情色鏡頭時常遭遇審查的中國大陸，這部電影卻大受歡迎，「體現了觀眾對暴力與娛樂性的渴望，這是成年人的正當需求」。

## 争议
本作播映后，导演錢人豪指控黃精甫抄袭了他之前撰写的剧本《無法無天》，并列出多项比对。于2024年3月18日向台湾台北地方法院遞交聲請狀，要求对黃精甫和制片公司“一种态度”执行财产诉讼保全。黃精甫發布千字文聲明，對抄襲指控进行否认。2024年7月，台北地檢署正式調查並多次傳喚《周處除三害》相關團隊，包括導演黃精甫、製片與監製等人說明。歷經近一年的調查，2025年7月31日地檢署宣布偵查終結，認定《周處除三害》並未抄襲，內容屬創作自由範疇，全案不起訴處分。
導演黃精甫在判決出爐後表示，創作靈感來自社會觀察與多重資料融合，對於遭誤會感到遺憾，並呼籲尊重創作自由與司法程序。

## 衍生作品

### 小說
文學星取得獨家改編授權，由作家何守琦撰寫電影番外小說《周處除三害：我的87多重人生》，並於2023年10月13日在文學星上線。

## 外部連結
- 《周處除三害》電影番外小說：我的87多重人生 （页面存档备份，存于）-beanfun! 文學星 （页面存档备份，存于）
- 周處除三害的Facebook專頁
- WMOOV電影上《周處除三害 （页面存档备份，存于）》的資料（繁體中文）
- 開眼電影網上《周處除三害》的資料（繁體中文）
- 台灣電影網上《周處除三害》的資料（繁體中文）
- 豆瓣电影上《周處除三害》的資料 （简体中文）
- 互联网电影数据库（IMDb）上《周處除三害》的资料（英文）
- 爛番茄上《周處除三害》的資料（英文）
- Box Office Mojo上《周處除三害》的资料（英文）